# Palmeirópolis
Palmeirópolis is een gemeente in de Braziliaanse deelstaat Tocantins. De gemeente telt 8.492 inwoners (schatting 2009).